# Vindictivelaan
De Vindictivelaan is een laan in het centrum van Oostende die vertrekt aan het stadhuis, eindigt ter hoogte van het museumschip Amandine en grotendeels loopt langs de Mercatorjachthaven.

## Geschiedenis

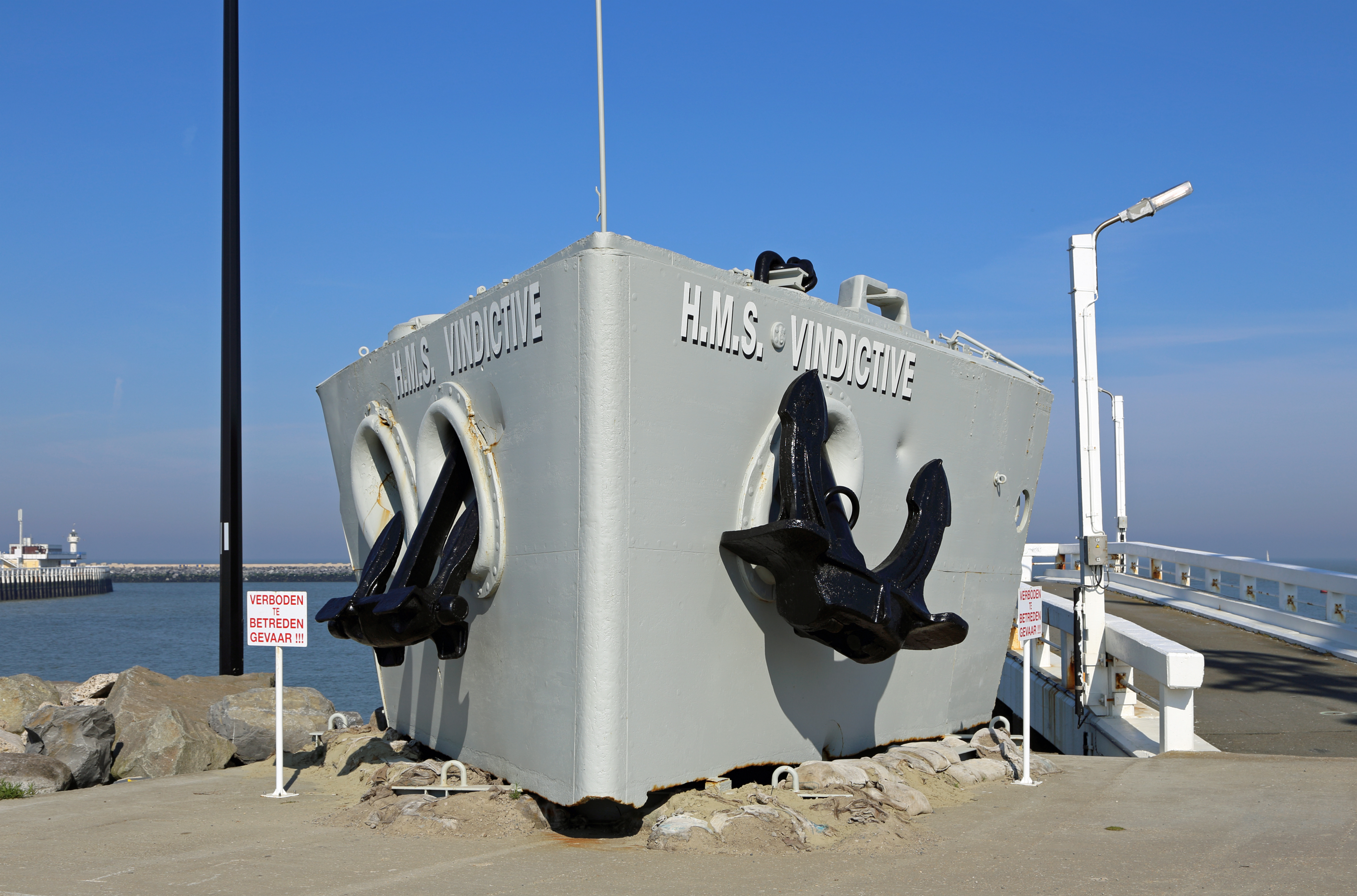
De boeg van HMS Vindictive op de tijdelijke verblijfplaats aan het Oosterstaketsel

De Vindictivelaan is genoemd naar het in 1896-1897 gebouwde Britse oorlogsschip HMS Vindictive dat op 10 mei 1918 tot zinken werd gebracht in de havengeul van Oostende tijdens de Tweede aanval op de haven van Oostende. De bedoeling hiervan was om de havengeul te blokkeren en onbruikbaar te maken voor de Duitse troepen. De boeg van het schip is nu een monument; het bevond zich vele jaren ter hoogte van het Demeysluizencomplex te Oostende. In 2013 werd de voorsteven na restauratie eerst tijdelijk geplaatst aan het begin van het Oosterstaketsel en uiteindelijk op 6 augustus 2014 overgebracht naar de nieuwe Oostelijke strekdam.
Tot mei 1919 heette de Vindictivelaan de Keizerskaai, zo vernoemd ter ere van de Rooms-Duitse keizer Jozef II en dikwijls aangeduid met de Franse naam quai de l’Empereur. Sedert de jaren tachtig van de 18e eeuw tot oktober 1912 droegen alle kaaien en straten gelegen aan de dokken de naam Keizerskaai; het deel dat nu Vindictivelaan heet, was waarschijnlijk het enige dat zijn naam behield tot 1919.

## Ligging en nummering van de gebouwen

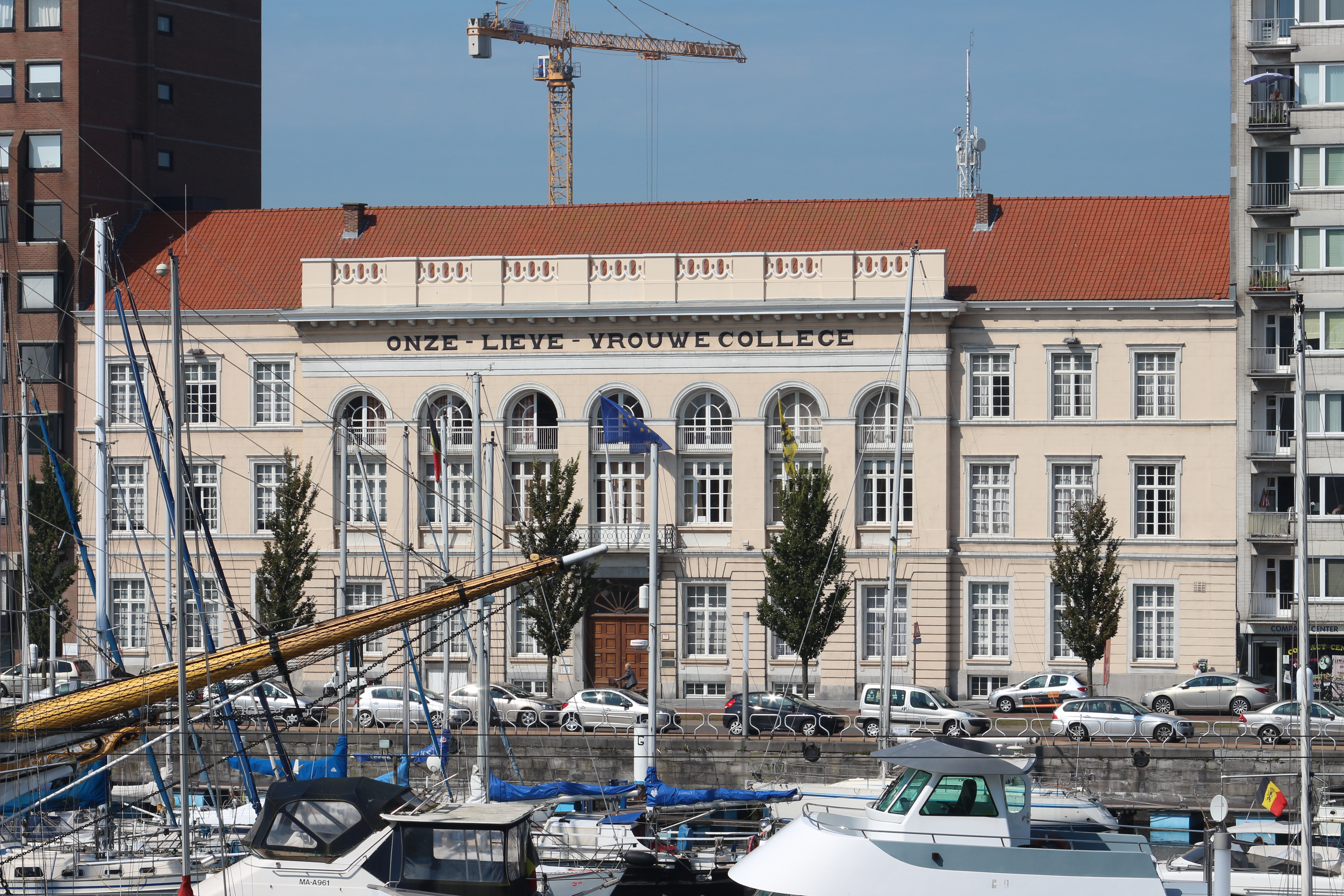
Het Onze-Lieve-Vrouwecollege op het nummer 9 van de Vindictivelaan

De Vindictivelaan bestaat eigenlijk uit twee los van elkaar gelegen delen: een kort deel onmiddellijk in het verlengde van de Alfons Pieterslaan en een veel langer deel dat begint over het kruispunt met de Leopold II-laan, Hendrik Serruyslaan en Aartshertoginnestraat.
De oorzaak van deze tweedeling is dat oorspronkelijk, naast de twee nog bestaande dokken die nu de Mercatorjachthaven vormen, er nog een derde dok bestond dat onmiddellijk na de Tweede Wereldoorlog werd gedempt. Hierop werd het stadhuis van Oostende gebouwd, waarvan het officieel adres Vindictivelaan 1 is. Dit is het enige gebouw dat aan de zuidkant van de laan ligt. Alle andere gebouwen liggen aan de noordkant.
In het korte deel gaat de nummering verder met 1a, 2 en 3. Nummer 3b is voor brasserie Faro aan de kop van de Hendrik Serruyslaan en Aartshertoginnestraat. Op de plaats van de brasserie bevond zich vroeger een BP-garage, inclusief tankstation. Voordien stond er tot in de jaren vijftig het Grand Hotel des Thermes, bijgenaamd het Kanonhotel, ontworpen door Charles van Rysselberghe.
Nummer 4 bestaat niet. Voorbij de Aartshertoginnestraat tegenover de Mercatorjachthaven gaat de nummering verder vanaf nummer 5.

## Gebouwen en museumschepen

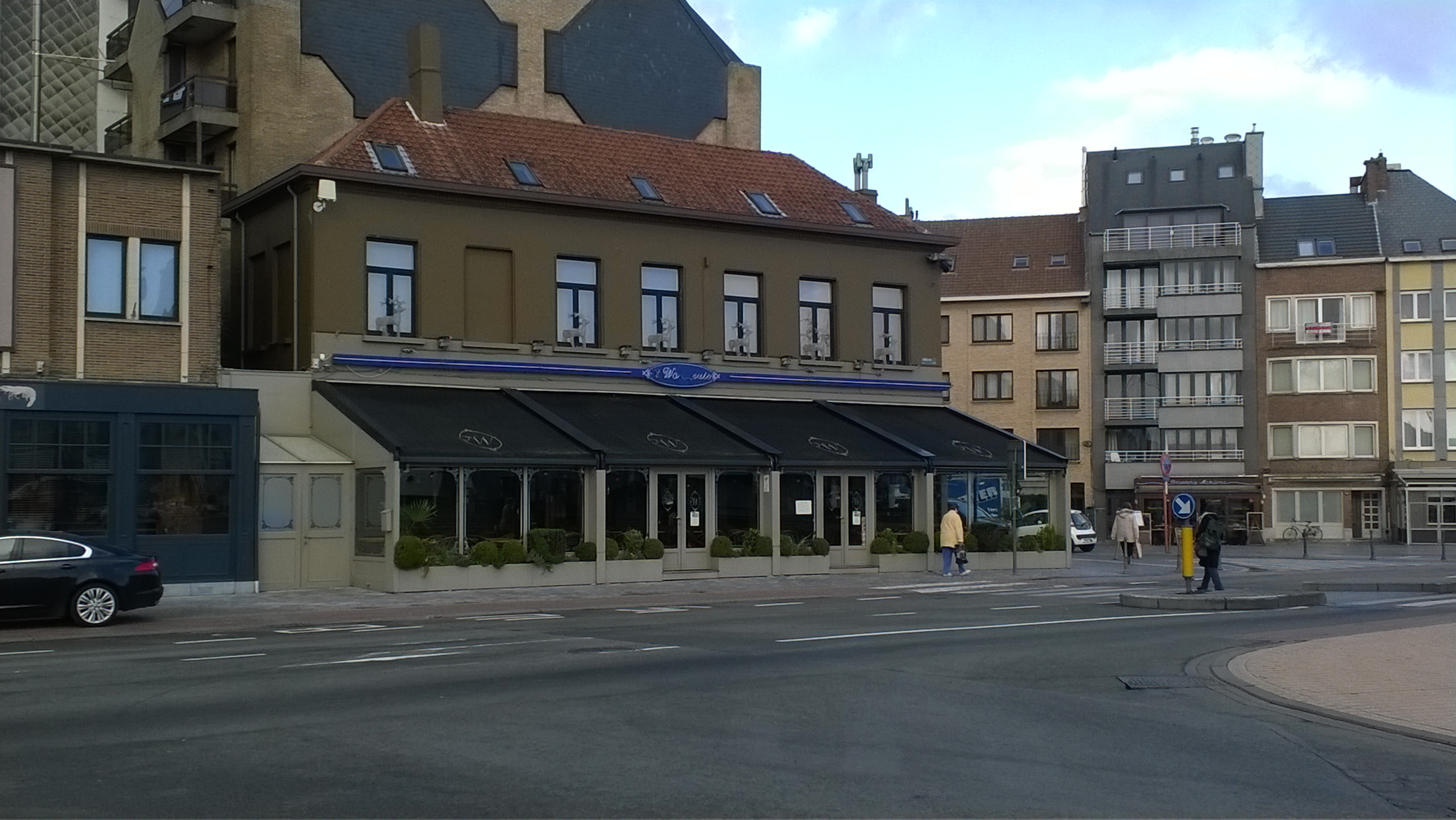
Het Waterhuis op de hoek van de Vindictivelaan en het Sint-Petrus-en-Paulusplein

De laan telt voornamelijk appartementsgebouwen maar toch ook twee afwijkende en tegelijk opmerkelijke gebouwen.
Op nummer 9 bevindt zich het Onze-Lieve-Vrouwecollege en, aan het einde van de laan, op nummer 35 het Waterhuis. Dit laatste is thans een druk bezocht café waarvan de geschiedenis teruggaat tot 13 mei 1632. Toen kreeg Guillaume van Dycke toestemming van het schepencollege  er een drinkwaterbak te maken voor levering aan de brouwers, de stad, de vloot van Zijne Majesteit en het garnizoen. Het Waterhuis had gedurende heel lange tijd het alleenrecht op de verkoop van drinkbaar water aan de schepen. Dat water werd bewaard in een citerne onder het huis. Pas in 1923 werd Oostende aangesloten op de aanvoerleiding van drinkbaar water uit de Bocq. Op nummer 23 bevond zich tot begin van de jaren 1980 het sterrenrestaurant Hostellerie Bretonne.
Langs de Vindictivelaan bevindt zich in het tweede dok het museumschip Mercator. Aan het uiteinde, rechtover het station van Oostende en het Waterhuis ligt het museumschip O.129 Amandine.

## Trivia
- Tijdens de Oostendse oktoberkermis wordt de Vindictivelaan elke donderdagvoormiddag voor alle verkeer afgesloten zodat daar de wekelijkse markt kan doorgaan; het Wapenplein, de Groentemarkt en het Mijnplein zijn dan immers ingenomen door kermisattracties.
- In Brugge en in Etterbeek is er een Vindictivestraat.
- Op zondag 5 juli 1885 werd in de Vindictivelaan het vertreksein gegeven voor de allereerste buurtspoorwegtram in België. De tramlijn begon aan de Kapellebrug en had ter hoogte van het Onze-Lieve-Vrouwecollege een uitwijkspoor.